# Dai
Los dai (chino: 傣族; pinyin: dǎi zú) son una minoría étnica, una de las 56 oficialmente reconocidas por el gobierno de la República Popular China. Habitan principalmente en la prefectura autónoma Xishuangbanna Dai y en la prefectura autónoma Dehong Dai-Kachin en la provincia de Yunnan. También se encuentran grupos dai en Laos, Birmania, Tailandia, Vietnam e India. Aunque oficialmente forman una única etnia, el pueblo dai está compuesto por diferentes grupos culturales y lingüísticos.

## Idioma
El idioma de los dai pertenene a la familia de lenguas sino-tibetanas y consta de dos dialectos principales. Los dialectos que se hablan en China son el tai pong y el tai dam. Está íntimamente ligado con la lengua zhuang. El idioma dai tiene su propio alfabeto.

## Historia
Los dai y los han empezaron a relacionarse cuando en el año 109 a-C. se estableció la prefectura de Yizhou. A partir de entonces, los dai empezaron a pagar impuestos a la corte Han establecida en Luoyang. 
El pueblo dai fue el primero en la historia en plantar arroz y en utilizar un sistema de surcos para cultivarlo. Según antiguos escritos, en el siglo IX disponían de un avanzado sistema agrícola, con un importante sistema de irrigación. Utilizaban elefantes para arar la tierra.
A partir del siglo XII, las diferentes tribus se unificaron y establecieron un régimen local al que llamaron "reino dorado de Jinglong". Según datos históricos, el reino llegó a contar con un millón de habitantes.
Durante el reinado de la dinastía Yuan la zona quedó bajo el control de la provincia de Yunnan y se estableció un sistema hereditario de jefes locales. El sistema se consolidó durante la dinastía Ming.

## Cultura
El traje tradicional de los dai es muy variado según la zona en la que habitan. Las mujeres de la zona de Xishuangbanna suelen utilizar prendas de colores blanco, rosa o azul cielo. Las camisas suelen ser de manga larga y llevan falda larga a la que sobreponen otra de más corta. Suelen peinarse con el pelo recogido en un moño que se sujeta con una peineta en forma de media luna.
Los hombres dai suelen tatuar sus cuerpos. Cuando cumplen 11 o 12 años, invitan a un artista del tatuaje para que les dibuje figuras de animales, flores o dibujos geométricos en su torso. La vestimenta de los hombres Dai suele consistir en chaquetas cortas y pantalones largos y anchos. Decoran su cabeza con turbantes realizados en tela blanca.
Los dai tienen su propio calendario que se inicia en el año 638, Existen diversos libros escritos en idioma dai que hablan sobre la forma de calcular los eclipses solares y lunares.

## Religión
La mayoría de los dai que habitan en las zonas fronterizas son fieles al budismo Theravada. La zona está llena de templos budistas y es una práctica común entre las familias mandar a sus hijos a los monasterios. Durante la estancia de los hijos, la familia corre con los gastos del mismo y aporta donativos al monasterio.